# Champions olympiques tchèques
Liste des sportifs et sportives tchèques (par sport et par chronologie) médaillés d'or lors des Jeux olympiques d'été et d'hiver, à titre individuel ou par équipe, de 1994 à 2018.

## Jeux olympiques d'été

### Athlétisme
| Nom               | Discipline(s)     | Année(s)   |
| ----------------- | ----------------- | ---------- |
| Jan Železný       | Lancer du javelot | 1996, 2000 |
| Roman Šebrle      | Décathlon         | 2004       |
| Barbora Špotáková | Lancer du javelot | 2008, 2012 |

### Aviron
| Nom                | Discipline(s) | Année(s) |
| ------------------ | ------------- | -------- |
| Miroslava Knapková | Skiff         | 2012     |

### Canoë-kayak
| Nom                 | Discipline(s)                 | Année(s)    |
| ------------------- | ----------------------------- | ----------- |
| Martin Doktor       | C1 500 mètres C1 1 000 mètres | 1996 · 1996 |
| Štěpánka Hilgertová | K1 slalom                     | 1996, 2000  |

### Cyclisme
| Nom              | Discipline(s) | Année(s) |
| ---------------- | ------------- | -------- |
| Jaroslav Kulhavý | Cross-country | 2012     |

### Judo
| Nom           | Discipline(s)   | Année(s) |
| ------------- | --------------- | -------- |
| Lukáš Krpálek | Moins de 100 kg | 2016     |

### Pentathlon moderne
| Nom           | Discipline(s) | Année(s) |
| ------------- | ------------- | -------- |
| David Svoboda | –             | 2012     |

### Tir
| Nom              | Discipline(s)          | Année(s) |
| ---------------- | ---------------------- | -------- |
| Kateřina Emmons  | 10 mètres air comprimé | 2008     |
| David Kostelecký | Trap                   | 2008     |

## Jeux olympiques d'hiver

### Hockey sur glace
| Nom | Discipline(s)     | Année(s) |
| --- | ----------------- | -------- |
| Josef Beránek, Jan Čaloun, Roman Čechmánek, Jiří Dopita, Roman Hamrlík, Dominik Hašek, Milan Hejduk, Jaromír Jágr, František Kučera, Milan Hnilička, Robert Lang, David Moravec, Pavel Patera, Libor Procházka, Martin Procházka, Robert Reichel, Martin Ručinský, Vladimír Růžička, Jiří Šlégr, Richard Šmehlík, Jaroslav Špaček, Martin Straka, Petr Svoboda | Tournoi olympique | 1998     |

### Patinage de vitesse
| Nom               | Discipline(s)             | Année(s)          |
| ----------------- | ------------------------- | ----------------- |
| Martina Sáblíková | 3 000 mètres 5 000 mètres | 2010 · 2010, 2014 |

### Ski acrobatique
| Nom          | Discipline(s) | Année(s) |
| ------------ | ------------- | -------- |
| Aleš Valenta | Saut          | 2002     |

### Ski alpin
| Nom           | Discipline(s) | Année(s) |
| ------------- | ------------- | -------- |
| Ester Ledecká | Super-G       | 2018     |

### Ski de fond
| Nom                 | Discipline(s) | Année(s) |
| ------------------- | ------------- | -------- |
| Kateřina Neumannová | 30 km         | 2006     |

### Snowboard
| Nom           | Discipline(s)          | Année(s) |
| ------------- | ---------------------- | -------- |
| Eva Samková   | Cross                  | 2014     |
| Ester Ledecká | Slalom géant parallèle | 2018     |